# Здвиженки
Здвиженки — деревня в Демидовском районе Смоленской области России. Входит в состав Заборьевского сельского поселения. По состоянию на 2007 год постоянного населения не имеет. 
Расположена в северо-западной части области в 15 км к северо-западу от Демидова, в 7 км восточнее автодороги Р133 Смоленск — Невель. В 65 км южнее деревни расположена железнодорожная станция О.п. 416-й км на линии Смоленск — Витебск. 

## История
В годы Великой Отечественной войны деревня была оккупирована гитлеровскими войсками в июле 1941 года, освобождена в сентябре 1943 года.